# Messor fraternus
Messor fraternus är en myrart som beskrevs av Mikhail Dmitrievich Ruzsky 1905. Messor fraternus ingår i släktet Messor och familjen myror. Inga underarter finns listade i Catalogue of Life.